# Битюковский, Даниил
Даниил Битюковский (в ряде источников Битюговский или Бирюковский; 1762—1811) — российский религиозный деятель и духовный писатель.
Об его детстве информации практически не сохранилось, да и прочие биографические сведения о нём очень скудны и отрывочны; известно лишь, что Даниил Битюковский родился в 1763 году и происходил из московских мещан.
Принадлежал к феодосианскому толку, рано принял монашество и скоро заслужил всеобщее уважение среди раскольников благодаря строгости жизни, приветливости и обширным познаниям в раскольничьей литературе.
Это, однако, не помешало ему отречься от раскола и поступить монахом в Троице-Сергиеву лавру, где он и оставался до конца жизни, хотя, существует мнение, что в последнее время Битюковский стремился вернуться к своим прежним единоверцам. 
Его сочинения очень ценились раскольниками; наиболее известные из них следующие: «Оплот христолюбивой церкви против заблуждения и злобы внешних», «Состав основания, ясно определяющий бытие антихриста в мире», «Устав всего года о качественном ядении пищи каждодневно» и его послания к разным лицам.
Даниил Битюковский скончался в 1811 году в Троицкой лавре.